# MC Niack
Davi Alexandre Magalhães de Almeida, profissionalmente conhecido como MC Niack (Ribeirão Preto, 9 de outubro de 2002), é um cantor e compositor brasileiro que se tornou conhecido pelo seus hits "Na Raba Toma Tapão" e "Oh Juliana", que foram número #1 na parada do Spotify Brasil. Niack foi o artista que ficou mais tempo no topo da parada brasileira do Spotify em 2020, ficando 95 dias na liderança, e no mesmo ano se tornou o primeiro brasileiro a entrar na parada Global 200 da Billboard. Em setembro de 2020, Niack assinou contrato com a gravadora Warner Music. O maior hit de Niack, "Oh Juliana", atingiu a marca de 247 milhões de visualizações no YouTube.

## Biografia e carreira
MC Niack iniciou a carreira musical na adolescência, quando aprendeu a escrever e produzir músicas sozinho em casa. Em 2019, ele passou por um grave depressão que o impedia de sair de casa, por conta disso largou a escola e também o trabalho em uma fábrica de suplementos em Ribeirão Preto. A carreira artística começou quando Niack pegou bases de músicas do DJ Markim WF e colocou os seus vocais. Publicando as faixas na internet, ele conseguiu chamar atenção do DJ, que mais tarde acabou ajudando a abrir as portas do mercado fonográfico para o adolescente.
Em maio de 2020, MC Niack e Markin WF chegaram ao topo da parada do Spotify Brasil com a faixa "Na Raba Toma Tapão". Em setembro, o cantor emplacou o hit "Oh Juliana" no topo da parada do Spotify Brasil. A música também entrou na parada Global do Spotify. "Oh Juliana" atingiu a 62ª posição na parada Billboard Global Excl. U.S. Charts e apareceu na parada mundial Billboard Global 200. Também no mês de setembro, Niack assinou contrato com a gravadora Warner Music. Em fevereiro de 2021, Niack lançou "Nervosinha", em parceria com MC Kekel pela KondZilla, que também produziu o clipe de "Oh Juliana". No mesmo mês, lançou sua primeira colaboração internacional, "Vida", em parceria com o rapper americano Maejor e a cantora mexicana Sofia Reys.

## Singles
- "Na Raba Toma Tapão"
- "Oh Juliana"
- "Nervosinha" feat. MC Kekel
- "Vida" feat. Maejor & Sofia Reys
- "Prepara"
- "Tô Tranquilão"
- "Futuro"
- "Colocada Forte"
- "Vem na Tremidinha"